# Jean-Louis Provost
Pour les articles homonymes, voir Provost.
Jean-Louis Provost était un architecte français né à Paris le 27 octobre 1781, où il est mort le 31 décembre 1853.

## Biographie
Élève de Charles Percier à l'école des Beaux-Arts, il remporte le Second prix en 1806 et le premier Grand prix de Rome en 1811.
En 1820, il est nommé architecte du palais du Luxembourg en remplacement de Pierre Thomas Baraguay ou Baraguey, après son décès. Il est membre honoraire du Conseil des bâtiments civils en 1831. Il devient architecte du théâtre de l'Odéon et de l'Institut national des Sourds-Muets en 1832.
Le gouvernement souhaitant agrandir le palais du Luxembourg pour y installer une nouvelle salle des séances en modifiant l'œuvre de Salomon de Brosse, il s'y refusa et préféra donner sa démission. Il a été alors remplacé par Henry-Alphonse Guy de Gisors en 1835. 
Il ne conserva plus que la fonction d'architecte du théâtre de l'Odéon. Il a fait démonter les deux arches placées de part et d'autre du théâtre et qui franchissaient les rues Corneille et Rotrou à la suite de la vente des pavillons Molière et Corneille. En 1832, il a fait refaire la décoration de la salle du théâtre. Sa réouverture a eu lieu le 25 octobre 1832. Jean-Louis Provost quitte ses fonctions d'architecte en chef du théâtre de l'Odéon en 1837. Il est remplacé par Alphonse de Gisors (Jean-Claude Daufresne - Théâtre de l'Odéon).
Il a restauré plusieurs hôtels : hôtel de Montebello et Hôtel de Galliffet et réalisé la tombe du maréchal François Joseph Lefebvre.
Vers 1830-1835, il a fait travailler dans son cabinet l'architecte Alfred Armand (1805-1888) avant que celui-ci soit engagé en 1836 sur le chantier du chemin de fer de Paris à Saint-Germain-en-Laye par les frères Pereire.
Il est chevalier de la Légion d'Honneur depuis 1838.